# Kaválai nemzetközi repülőtér
A Kaválai nemzetközi repülőtér (IATA: KVA, ICAO: LGKV) Görögország egyik nemzetközi repülőtere, amely Kavála közelében található. Éves utasforgalma 391 696 fő (2018).
Nevét III. Alexandrosz makedón királyról kapta.

## Légitársaságok és úticélok
2025-ben a Kaválai nemzetközi repülőtérről az alábbi járatok indulnak (Utoljára frissítve: 2025-02-9):
| Légitársaság          | Célállomások                                                                                        |
| --------------------- | --------------------------------------------------------------------------------------------------- |
| Aegean Airlines       | Athens                                                                                              |
| Air Serbia            | Szezonális charter: Belgrád                                                                         |
| Austrian Airlines     | Szezonális: Bécs                                                                                    |
| Buzz                  | Szezonális charter: Katowice, Poznan, Wroclaw (kezdődik 2025 május 26-tól)                          |
| Condor                | Szezonális: Frankfurt, München, Nuremberg (kezdődik 2025 augusztus 1-től)                           |
| Eurowings             | Szezonális: Köln/Bonn, Dortmund, Düsseldorf, Stuttgart                                              |
| Scandinavian Airlines | Szezonális charter: Stockholm–Arlanda                                                               |
| Smartwings            | Szezonális charter: Bratislava, Brno, Ostrava, Prága, Varsó-Chopin (újrakezdődik 2025 május 19-től) |
| TUI Airways           | Szezonális: Birmingham, London–Gatwick, Manchester                                                  |

## Futópályák
A repülőtér futópályái:
- 05R/23L

## Forgalom
Az utasforgalom az elmúlt években az alábbi módon változott:
| Utasok száma | 2094 | 223 057 | 243 745 | 258 239 | 337 963 | 391 696 | 323 310 | 72 674 | 149 146 | 251 615 |
|              | 2013 | 2014    | 2015    | 2016    | 2017    | 2018    | 2019    | 2020   | 2021    | 2022    |